# Trematocara
Trematocara ist eine Buntbarschgattung die im ostafrikanischen Tanganjikasee endemisch vorkommt.

## Merkmale
Trematocara-Arten werden 6,5 bis 15 cm lang und haben einen silbrig oder himmelblau gefärbten, seitlich abgeflachten Körper. Bei den Männchen sind die unpaaren Flossen und die Körperseiten teilweise mit Flecken, Augenflecken oder Streifen gemustert. Weibchen sind unscheinbar. Im Unterschied zu den meisten Buntbarschen haben Trematocara-Arten eine verkümmerte Seitenlinie. Die untere ist völlig verschwunden, die obere auf eine Länge von wenigen Schuppen reduziert. Die Schuppen fallen leicht ab, wachsen aber wieder nach, ähnlich wie bei den Heringen des Tanganjikasees (Limnothrissa miodon und Stolothrissa tanganicae). Auch die Zähne der Trematocara-Arten ähneln denen der Heringe und sind für Buntbarsche ungewöhnlich klein, konisch und schmal. Sie stehen dicht zusammen in einer Reihe nah am Kieferrand. Das endständige Maul kann sehr weit geöffnet werden. In der Rückenflosse sind die Weichstrahlen länger als die Hartstrahlen. Brust- und Bauchflossen sind lang, die Schwanzflosse ist gegabelt.
- Flossenformel: Dorsale VII–XII/10–13, Anale III/8–11.
- Schuppenformel: mLR 27–31
- Kiemenrechen 9–25 auf der unteren Hälfte des ersten Kiemenbogens.

## Lebensweise
Trematocara-Arten ernähren sich von planktonischen Mikroorganismen und halten sich sehr tief (teilweise bis 200 m) entlang den Küsten auf. Nachts wandern sie wahrscheinlich in Richtung der Wasseroberfläche. Sie sind Maulbrüter.

## Arten
Es gibt neun Arten:
- Trematocara caparti Poll, 1948
- Trematocara kufferathi Poll, 1948
- Trematocara macrostoma Poll, 1952

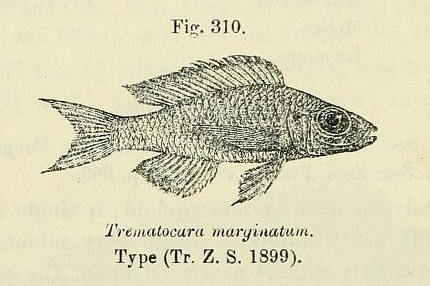
Trematocara marginatum, die Typusart der Gattung; Zeichnung aus der Erstbeschreibung von Art und Gattung durch George Albert Boulenger

- Trematocara marginatum Boulenger, 1899
- Trematocara nigrifrons Boulenger, 1906
- Trematocara stigmaticum Poll, 1943
- Trematocara unimaculatum Boulenger, 1901
- Trematocara variabile Poll, 1952
- Trematocara zebra De Vos, Nshombo & Thys van den Audenaerde, 1996